# Robert Prosinečki
Robert Prosinečki (Villingen-Schwenningen, 12 januari 1969) is een Kroatisch voetbalcoach en voormalig profvoetballer. Hij speelde als international voor de nationale elftallen van Joegoslavië en Kroatië. Verder was Prosinečki als middenvelder actief voor onder meer Real Madrid, FC Barcelona en Standard Luik.

## Clubvoetbal
Prosinečki werd geboren in West-Duitsland als zoon van Joegoslavische gastarbeiders, maar verhuisde al op jonge leeftijd naar Kroatië, destijds onderdeel van de Socialistische Federale Republiek Joegoslavië. In dat land begon hij in 1986 zijn carrière als profvoetballer bij Dinamo Zagreb. In 1987 vertrok hij naar Rode Ster Belgrado. Bij deze club won Prosinečki de Joegoslavische titel (1988, 1990, 1991) en in 1991 de Europacup I. Daarna stond de middenvelder onder contract bij Real Madrid (1991-1995), Real Oviedo (1994-1995) op huurbasis, FC Barcelona (1995-1996) en Sevilla FC (1996-1997). In 1997 keerde Prosinečki terug naar Kroatië, waar hij voor Dinamo Zagreb (1997-2000) en NK Hrvatski Dragovoljac (2000-2001) speelde. Begin 2001 tekende Prosinečki een contract voor een halfjaar bij Standard Luik. Na zijn Belgische periode speelde hij voor Portsmouth FC (2001-2002), Olimpija Ljubljana (2002-2003) en NK Zagreb (2003-2004).

### Cluboverzicht
| Seizoen   | Club                           | Competitie                  | Wed. | Goals |
| --------- | ------------------------------ | --------------------------- | ---- | ----- |
| 1986/1987 | NK Dinamo Zagreb               | Prva Liga                   | 2    | 1     |
| 1987/1988 | Rode Ster Belgrado             | Prva Liga                   | 23   | 4     |
| 1988/1989 | Rode Ster Belgrado             | Prva Liga                   | 33   | 4     |
| 1989/1990 | Rode Ster Belgrado             | Prva Liga                   | 32   | 5     |
| 1990/1991 | Rode Ster Belgrado             | Prva Liga                   | 29   | 11    |
| 1991/1992 | Real Madrid CF                 | Primera División            | 3    | 1     |
| 1992/1993 | Real Madrid CF                 | Primera División            | 29   | 3     |
| 1993/1994 | Real Madrid CF                 | Primera División            | 23   | 6     |
| 1994/1995 | Real Oviedo                    | Primera División            | 30   | 5     |
| 1995/1996 | FC Barcelona                   | Primera División            | 19   | 2     |
| 1996/1997 | Sevilla FC                     | Primera División            | 20   | 4     |
| 1997/1998 | Dinamo Zagreb                  | Prva HNL                    | 16   | 5     |
| 1998/1999 | Dinamo Zagreb                  | Prva HNL                    | 15   | 4     |
| 1999/2000 | Dinamo Zagreb                  | Prva HNL                    | 19   | 5     |
| 2000/2001 | NK Hrvatski dragovoljac Zagreb | Prva HNL                    | 4    | 1     |
| 2000/2001 | Standard Luik                  | Eerste klasse               | 21   | 4     |
| 2001/2002 | Portsmouth FC                  | Premier League              | 33   | 9     |
| 2002/2003 | Olimpija Ljubljana             | 1. slovenska nogometna liga | 23   | 3     |
| 2003/2004 | NK Dinamo Zagreb               | Prva HNL                    | 26   | 5     |
|           |                                | Totaal                      | 400  | 82    |

## Internationale carrière
In 1987 werd Prosinečki wereldkampioen met Joegoslavië op het WK –20. In Chili wonnen de Joegoslaven na strafschoppen van West-Duitsland. Hij speelde destijds samen met onder anderen Predrag Mijatović, Davor Šuker, Robert Jarni, Zvonimir Boban en Siniša Mihajlović. Deze "gouden generatie" stond onder leiding van bondscoach Mirko Jozić. Bovendien won de middenvelder de Gouden Bal als beste speler van het toernooi.
Prosinečki speelde vijftien interlands voor Joegoslavië, waarin hij vier doelpunten maakte. Hij maakte zijn debuut voor de Joegoslavische ploeg onder leiding van bondscoach Ivica Osim, op 23 augustus 1989 in Kuopio tegen Finland (2-2). Hij moest in dat duel in de rust plaatsmaken voor collega-debutant Predrag Mijatović.
Daarnaast kwam Prosinečki tot 49 interlands voor Kroatië, waarin hij tienmaal doel trof. Prosinečki was actief op de WK's van WK 1990, WK 1998 en WK 2002, en EK 1996. Op het WK 1998 behaalde Prosinečki met Kroatië de derde plaats. Hij is de enige voetballer in de WK-historie die voor twee landen een doelpunt maakte - voor Joegoslavië in 1990 tegen de Verenigde Arabische Emiraten en voor Kroatië in 1998 tegen Jamaica en Nederland. Zijn 49ste en laatste interland speelde hij op maandag 3 juni 2002, tegen Mexico (1-0 nederlaag) tijdens de eerste wedstrijd van Kroatië bij het WK voetbal 2002. Hij moest in dat duel in de rust plaatsmaken voor Milan Rapaić.
| Interlanddoelpunten | Interlanddoelpunten | Interlanddoelpunten | Interlanddoelpunten         | Interlanddoelpunten | Interlanddoelpunten | Interlanddoelpunten | Interlanddoelpunten |
| №                   | Datum               | Locatie             | Wedstrijd                   | Goal(s)             | Score               | Uitslag             | Wedstrijd           |
| ------------------- | ------------------- | ------------------- | --------------------------- | ------------------- | ------------------- | ------------------- | ------------------- |
| namens Joegoslavië  |                     |                     |                             |                     |                     |                     |                     |
| 1                   | 20/09/1989          | Novi Sad            | Joegoslavië – Griekenland   | 16'                 | 2 – 0               | 3 – 0               | Oefenduel           |
| 2                   | 19/06/1990          | Bologna             | Joegoslavië – V.A.E.        | 90'                 | 4 – 1               | 4 – 1               | WK-eindronde        |
| 3                   | 12/09/1990          | Belfast             | Noord-Ierland – Joegoslavië | 89'                 | 0 – 2               | 0 – 2               | EK-kwalificatie     |
| 4                   | 16/05/1991          | Belgrado            | Joegoslavië – Faeröer       | 24'                 | 2 – 0               | 7 – 0               | EK-kwalificatie     |
| namens Kroatië      |                     |                     |                             |                     |                     |                     |                     |
| 1                   | 23/03/1994          | Valencia            | Spanje – Kroatië            | 6'                  | 0 – 1               | 0 – 2               | Oefenduel           |
| 2                   | 25/03/1995          | Zagreb              | Kroatië – Oekraïne          | 70'                 | 3 – 0               | 4 – 0               | EK-kwalificatie     |
| 3                   | 26/04/1995          | Zagreb              | Kroatië – Slovenië          | 17'                 | 1 – 0               | 2 – 0               | EK-kwalificatie     |
| 4                   | 02/04/1997          | Split               | Kroatië – Slovenië          | 32'                 | 1 – 0               | 3 – 3               | WK-kwalificatie     |
| 5                   | 03/06/1998          | Rijeka              | Kroatië – Iran              | 30'                 | 1 – 0               | 2 – 0               | Oefenduel           |
| 6                   | 06/06/1998          | Zagreb              | Kroatië – Australië         | 40'                 | 3 – 0               | 7 – 0               | Oefenduel           |
| 7                   | 14/06/1998          | Lens                | Kroatië – Jamaica           | 53'                 | 2 – 1               | 3 – 1               | WK-eindronde        |
| 8                   | 11/07/1998          | Parijs              | Nederland – Kroatië         | 13'                 | 0 – 1               | 1 – 2               | WK-eindronde        |
| 9                   | 05/09/2001          | Serravalle          | San Marino – Kroatië        | 48'                 | 0 – 2               | 0 – 4               | WK-kwalificatie     |
| 10                  | 05/09/2001          | Serravalle          | San Marino – Kroatië        | 90'                 | 0 – 4               | 0 – 4               | WK-kwalificatie     |

## Trainerscarrière
Van 2006 tot en met 2010 was Prosinečki assistent-trainer bij het Kroatisch voetbalelftal onder hoofdtrainer Slaven Bilić. Eind 2010 werd Prosinečki aangesteld als de nieuwe hoofdtrainer van Rode Ster Belgrado. Op 20 augustus 2012 stapte Prosinečki op als hoofdtrainer van Rode Ster Belgrado vanwege tegenvallende resultaten. "Ik kan niet langer omgaan met de druk", bekende Prosinecki. "Ik heb alles gegeven, maar het was niet genoeg. Ik ben radeloos, want dit is mijn club, hier heb ik de mooiste momenten van mijn carrière beleefd." Twee maanden later, op 15 oktober, werd Prosinečki aangesteld als de nieuwe hoofdtrainer van de Turkse voetbalclub Kayserispor. Met Kayserispor had de Kroaat een contract van 1,5 jaar, die hij in juni 2013 verlengde tot en met 2015. Na de 'Kroatische derby' tussen Beşiktaş JK en Kayserispor (3-0 winst voor Beşiktaş JK) met als hoofdtrainers respectievelijk de Kroaten Slaven Bilić en Prosinečki, diende Prosinečki zijn ontslag in bij Kayserispor. Prosinečki voelde zich verantwoordelijk voor de slechte resultaten bij de Turkse club. Kayserspor stond toen na elf speelweken op de laatste plek met zes punten. Na een paar dagen ging Prosinečki toch weer aan de slag als hoofdtrainer bij Kayserispor. Het bestuur van de Turkse voetbalclub accepteerde zijn ontslag niet. Volgens de Kroaat hadden de reacties van de spelers, de fans en het bestuur hem van mening doen veranderen. Op 31 december 2013 gingen Prosinečki en de Turkse voetbalclub toch uit elkaar, nadat Kayserispor in de eerste helft van het seizoen negen keer had verloren, zes keer gelijk had gespeeld en twee keer had gewonnen, waardoor de club op de een na laatste plek staat. In november 2014 ondertekende Prosinečki een contract voor 3,5 jaar met de Azerbeidzjaanse voetbalbond, nadat Berti Vogts ontslagen werd na de overweldigende 6-0 nederlaag tegen het voormalige voetbalelftal van Prosinečki, Kroatië. Nadat de Bosniak Safet Sušić ontslagen werd als hoofdtrainer van Bosnië en Herzegovina, was Prosinečki een van de favorieten om Sušić op te volgen. Toch koos Prosinečki voor de baan als bondscoach van Azerbeidzjan, waar hij de Duitser Berti Vogts opvolgde. In oktober 2017 werd zijn contract niet verlengd, waarna hij ruim twee maanden later werd aangesteld als bondscoach van Bosnië en Herzegovina als opvolger van de opgestapte Mehmed Baždarević. Onder zijn leiding promoveerde Bosnië en Herzegovina in de Nations League van divisie B naar A en werden de play-offs voor kwalificatie voor het EK 2020 gehaald. Deze play-offs speelde Bosnië echter niet meer onder coach Prosinečki, want hij ging aan de slag bij Kayserispor in december 2019. Hij was vanaf augustus tot eind november 2020 de trainer van Denizlispor.
| Interlands Azerbeidzjan onder leiding van bondscoach Robert Prosinečki | Interlands Azerbeidzjan onder leiding van bondscoach Robert Prosinečki | Interlands Azerbeidzjan onder leiding van bondscoach Robert Prosinečki | Interlands Azerbeidzjan onder leiding van bondscoach Robert Prosinečki | Interlands Azerbeidzjan onder leiding van bondscoach Robert Prosinečki | Interlands Azerbeidzjan onder leiding van bondscoach Robert Prosinečki |
| ---------------------------------------------------------------------- | ---------------------------------------------------------------------- | ---------------------------------------------------------------------- | ---------------------------------------------------------------------- | ---------------------------------------------------------------------- | ---------------------------------------------------------------------- |
| 1                                                                      | 28 maart 2015                                                          | Azerbeidzjan – Malta                                                   | 2 – 0                                                                  | Kwalificatie EK 2016                                                   |                                                                        |
| 2                                                                      | 7 juni 2015                                                            | Servië – Azerbeidzjan                                                  | 4 – 1                                                                  | Oefeninterland                                                         |                                                                        |
| 3                                                                      | 12 juni 2015                                                           | Noorwegen – Azerbeidzjan                                               | 0 – 0                                                                  | Kwalificatie EK 2016                                                   |                                                                        |
| 4                                                                      | 3 september 2015                                                       | Azerbeidzjan – Kroatië                                                 | 0 – 0                                                                  | Kwalificatie EK 2016                                                   |                                                                        |
| 5                                                                      | 6 september 2015                                                       | Malta – Azerbeidzjan                                                   | 2 – 2                                                                  | Kwalificatie EK 2016                                                   |                                                                        |
| 6                                                                      | 10 oktober 2015                                                        | Azerbeidzjan – Italië                                                  | 1 – 3                                                                  | Kwalificatie EK 2016                                                   |                                                                        |
| 7                                                                      | 13 oktober 2015                                                        | Bulgarije – Azerbeidzjan                                               | 2 – 0                                                                  | Kwalificatie EK 2016                                                   |                                                                        |
| 8                                                                      | 17 november 2015                                                       | Azerbeidzjan – Moldavië                                                | 2 – 1                                                                  | Oefeninterland                                                         |                                                                        |
| 9                                                                      | 26 maart 2016                                                          | Azerbeidzjan – Kazachstan                                              | 0 – 1                                                                  | Oefeninterland                                                         |                                                                        |
| 10                                                                     | 26 mei 2016                                                            | Azerbeidzjan – Andorra                                                 | 0 – 0                                                                  | Oefeninterland                                                         |                                                                        |
| 11                                                                     | 29 mei 2016                                                            | Azerbeidzjan – Macedonië                                               | 1 – 3                                                                  | Oefeninterland                                                         |                                                                        |
| 12                                                                     | 3 juni 2016                                                            | Canada – Azerbeidzjan                                                  | 1 – 1                                                                  | Oefeninterland                                                         |                                                                        |
| 13                                                                     | 4 september 2016                                                       | San Marino – Azerbeidzjan                                              | 0 – 1                                                                  | Kwalificatie WK 2018                                                   |                                                                        |
| 14                                                                     | 8 oktober 2016                                                         | Azerbeidzjan – Noorwegen                                               | 1 – 0                                                                  | Kwalificatie WK 2018                                                   |                                                                        |
| 15                                                                     | 11 oktober 2016                                                        | Tsjechië – Azerbeidzjan                                                | 0 – 0                                                                  | Kwalificatie WK 2018                                                   |                                                                        |
| 16                                                                     | 11 november 2016                                                       | Noord-Ierland – Azerbeidzjan                                           | 4 – 0                                                                  | Kwalificatie WK 2018                                                   |                                                                        |
| 17                                                                     | 9 maart 2017                                                           | Qatar – Azerbeidzjan                                                   | 1 – 2                                                                  | Oefeninterland                                                         |                                                                        |
| 18                                                                     | 26 maart 2017                                                          | Azerbeidzjan – Duitsland                                               | 1 – 4                                                                  | Kwalificatie WK 2018                                                   |                                                                        |
| 19                                                                     | 10 juni 2017                                                           | Azerbeidzjan – Noord-Ierland                                           | 0 – 1                                                                  | Kwalificatie WK 2018                                                   |                                                                        |
| 20                                                                     | 1 september 2017                                                       | Noorwegen – Azerbeidzjan                                               | 2 – 0                                                                  | Kwalificatie WK 2018                                                   |                                                                        |
| 21                                                                     | 4 september 2017                                                       | Azerbeidzjan – San Marino                                              | 5 – 1                                                                  | Kwalificatie WK 2018                                                   |                                                                        |
| 22                                                                     | 5 oktober 2017                                                         | Azerbeidzjan – Tsjechië                                                | 1 – 2                                                                  | Kwalificatie WK 2018                                                   |                                                                        |
| 23                                                                     | 8 oktober 2017                                                         | Duitsland – Azerbeidzjan                                               | 5 – 1                                                                  | Kwalificatie WK 2018                                                   |                                                                        |

| Interlands Bosnië en Herzegovina onder leiding van bondscoach Robert Prosinečki | Interlands Bosnië en Herzegovina onder leiding van bondscoach Robert Prosinečki | Interlands Bosnië en Herzegovina onder leiding van bondscoach Robert Prosinečki | Interlands Bosnië en Herzegovina onder leiding van bondscoach Robert Prosinečki | Interlands Bosnië en Herzegovina onder leiding van bondscoach Robert Prosinečki | Interlands Bosnië en Herzegovina onder leiding van bondscoach Robert Prosinečki |
| ------------------------------------------------------------------------------- | ------------------------------------------------------------------------------- | ------------------------------------------------------------------------------- | ------------------------------------------------------------------------------- | ------------------------------------------------------------------------------- | ------------------------------------------------------------------------------- |
| 1                                                                               | 28 januari 2018                                                                 | Verenigde Staten – Bosnië en Herzegovina                                        | 0 – 0                                                                           | Oefeninterland                                                                  |                                                                                 |
| 2                                                                               | 31 januari 2018                                                                 | Mexico – Bosnië en Herzegovina                                                  | 1 – 0                                                                           | Oefeninterland                                                                  |                                                                                 |
| 3                                                                               | 23 maart 2018                                                                   | Bulgarije – Bosnië en Herzegovina                                               | 0 – 1                                                                           | Oefeninterland                                                                  |                                                                                 |
| 4                                                                               | 27 maart 2018                                                                   | Senegal – Bosnië en Herzegovina                                                 | 0 – 0                                                                           | Oefeninterland                                                                  |                                                                                 |
| 5                                                                               | 28 mei 2018                                                                     | Bosnië en Herzegovina – Montenegro                                              | 0 – 0                                                                           | Oefeninterland                                                                  |                                                                                 |
| 6                                                                               | 1 juni 2018                                                                     | Zuid-Korea – Bosnië en Herzegovina                                              | 1 – 3                                                                           | Oefeninterland                                                                  |                                                                                 |
| 7                                                                               | 8 september 2018                                                                | Noord-Ierland – Bosnië en Herzegovina                                           | 1 – 2                                                                           | Nations League                                                                  |                                                                                 |
| 8                                                                               | 11 september 2018                                                               | Bosnië en Herzegovina – Oostenrijk                                              | 1 – 0                                                                           | Nations League                                                                  |                                                                                 |
| 9                                                                               | 11 oktober 2018                                                                 | Turkije – Bosnië en Herzegovina                                                 | 0 – 0                                                                           | Oefeninterland                                                                  |                                                                                 |
| 10                                                                              | 15 oktober 2018                                                                 | Bosnië en Herzegovina – Noord-Ierland                                           | 2 – 0                                                                           | Nations League                                                                  |                                                                                 |
| 11                                                                              | 15 november 2018                                                                | Oostenrijk – Bosnië en Herzegovina                                              | 0 – 0                                                                           | Nations League                                                                  |                                                                                 |
| 12                                                                              | 18 november 2018                                                                | Spanje – Bosnië en Herzegovina                                                  | 1 – 0                                                                           | Oefeninterland                                                                  |                                                                                 |
| 13                                                                              | 23 maart 2019                                                                   | Bosnië en Herzegovina – Armenië                                                 | 2 – 1                                                                           | Kwalificatie EK 2020                                                            |                                                                                 |
| 14                                                                              | 26 maart 2019                                                                   | Bosnië en Herzegovina – Griekenland                                             | 2 – 2                                                                           | Kwalificatie EK 2020                                                            |                                                                                 |
| 15                                                                              | 8 juni 2019                                                                     | Finland – Bosnië en Herzegovina                                                 | 2 – 0                                                                           | Kwalificatie EK 2020                                                            |                                                                                 |
| 16                                                                              | 11 juni 2019                                                                    | Italië – Bosnië en Herzegovina                                                  | 2 – 1                                                                           | Kwalificatie EK 2020                                                            |                                                                                 |
| 17                                                                              | 5 juni 2019                                                                     | Bosnië en Herzegovina – Liechtenstein                                           | 5 – 0                                                                           | Kwalificatie EK 2020                                                            |                                                                                 |
| 18                                                                              | 8 juni 2019                                                                     | Armenië – Bosnië en Herzegovina                                                 | 4 – 2                                                                           | Kwalificatie EK 2020                                                            |                                                                                 |
| 19                                                                              | 12 oktober 2019                                                                 | Bosnië en Herzegovina – Finland                                                 | 4 – 1                                                                           | Kwalificatie EK 2020                                                            |                                                                                 |
| 20                                                                              | 15 oktober 2019                                                                 | Griekenland – Bosnië en Herzegovina                                             | 2 – 1                                                                           | Kwalificatie EK 2020                                                            |                                                                                 |
| 21                                                                              | 15 november 2019                                                                | Bosnië en Herzegovina – Italië                                                  | 0 – 3                                                                           | Kwalificatie EK 2020                                                            |                                                                                 |
| 22                                                                              | 18 november 2019                                                                | Liechtenstein – Bosnië en Herzegovina                                           | 0 – 3                                                                           | Kwalificatie EK 2020                                                            |                                                                                 |

## Erelijst
Rode Ster Belgrado
- Prva Liga: 1987/88, 1989/90, 1990/91
- Pokal Jugoslavije: 1989/90
- Europacup I: 1990/91

 Real Madrid
- Copa del Rey: 1992/93
- Supercopa de España: 1993
- Copa Iberoamericana: 1994

 Dinamo Zagreb
- 1. Hrvatska Nogometna Liga: 1997/98, 1998/99, 1999/2000
- Hrvatski nogometni kup: 1997/98

 Olimpija Ljubljana
- Pokal Nogometne zveze Slovenije: 2002/03

 Joegoslavië onder 20
- FIFA WK onder 20: 1987